# Từ Thiệu Sử
Từ Thiệu Sử (tiếng Trung: 徐绍史; sinh tháng 10 năm 1951) là một chính trị gia Trung Quốc. Ông từng là Chủ tịch Ủy ban Cải cách và Phát triển Quốc gia Cộng hòa Nhân dân Trung Hoa, Bộ trưởng Bộ Đất đai và Tài nguyên Trung Quốc.

## Tiểu sử
Từ Thiệu Sử quê ở Ninh Ba, tỉnh Chiết Giang. Ông gia nhập Đảng Cộng sản Trung Quốc vào tháng 12 năm 1974.
Từ tháng 4 năm 2007 đến tháng 3 năm 2013, ông là Bộ trưởng Bộ Đất đai và Tài nguyên Trung Quốc.
Tại phiên họp toàn thể đầu tiên của Quốc hội Trung Quốc ngày 12 tháng 3 năm 2013, ông được bầu làm Chủ tịch Ủy ban Cải cách và Phát triển Quốc gia Cộng hòa Nhân dân Trung Hoa và giữ chức vụ này đến ngày 24 tháng 2 năm 2017.
Ông là Ủy viên Uỷ ban Trung ương Đảng Cộng sản Trung Quốc khóa 17 và khóa 18.